# Église Saint-Martin de Jouars-Pontchartrain
Pour les articles homonymes, voir Église Saint-Martin.
L'église Saint-Martin est une église catholique située sur le territoire de la commune de Jouars-Pontchartrain,  dans le département des Yvelines, en France.

## Localisation
L'église se trouve dans le hameau de Jouars, au sud de l'agglomération principale, au carrefour des routes départementales D15 (Pontchartrain au nord et Maurepas au sud) et D23 (Élancourt à l'est).

## Historique
Avec son toit en forme de bulbe qui surmonte la tour du clocher, l’église Saint-Martin de Jouars détonne. C’est le témoin le plus visible de son histoire mouvementée, marquée par une succession de remaniements et de modifications, si imbriqués qu’on a du mal à les distinguer. 
Elle remonte aux XIIe et XIIIe siècles et seuls le chœur et la partie basse clocher remontent à cette époque. Le bulbe qui le surmonte, date lui du XVIIe siècle. L’ancien clocher, très endommagé par la foudre, fut reconstruit par François Romain, un bénédictin ingénieur et architecte, qui lui préféra cette forme, «la jugeant moins sensible aux orages que la flèche» selon Mme Hadrot, qui la décrit dans une monographie. 
C’est aussi l’une des rares églises des Yvelines qui soit restée dans sa configuration médiévale, jouxtant un cimetière. Le portail de l’entrée est abrité par un auvent, qui, lui aussi la singularise. 
La nef est à trois travées, et a été retravaillée, tout comme le chœur, qui en présente deux, et est surmontée d’une croisée d’ogives, qui reposaient sur des colonnes, aujourd’hui intégrées dans les murs. 
À gauche du chœur se trouve une petite chapelle, fermée par une grille de bois à claire-voie, qui laisse apercevoir un retable. Une autre située au fond de la nef abrite les fonts baptismaux composés de deux blocs de pierre taillés.  
Le retable du chœur remonterait à 1741 et aurait été offert par Jérôme de Pontchartrain, descendant de Paul Phélypeaux ; l’autel qu’il surmonte, date du XIXe siècle. 
Avant 1789, l’église Saint–Martin abritait de nombreuses œuvres d’art, tableaux et statues, mobilier et boiseries. Certaines ont été rapportées après la Révolution, qui avait transformé l’église en temple de la Raison. Outre plusieurs tableaux, dont celui du retable représentant saint Martin, on peut y voir de belles boiseries armoriées, une chaire et un très beau triptyque. 
L'édifice est inscrit au titre des monuments historiques par arrêté du 11 mars 2003.